# 道托乡
道托乡是中国山东省临沂市沂水县下辖的一个乡。

## 行政区划
道托乡下辖花沟村、中道托村、西道托村、麦坡村、塔坡村、双河村、吴家官庄村、石岭官庄村、北下庄村、南下庄村、扁桃涧村、东曹河村、西曹河村、刘家上庄村、孔家上庄村、王家上庄村、下村、马旺村、密家沟村、小店子村、前涝坡村、后涝坡村、大黄旺村、小黄旺村、桌子石村、余粮村、后官庄村、韩家曲村、牛岭官庄村、前官庄村、王官庄村、上良峪村、下良峪村、天台官庄村、峨庄村、青山铺村、蔡峪村、前王家庄村、后王家庄村、胡家旺村、横岭村、牛心官庄村、道托村。